# Culti aborigeni australiani

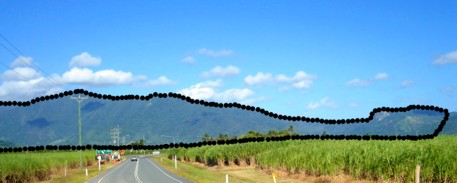
L'essere mitologico Damarri, trasformato in una catena montuosa, giace sulla schiena sopra la Gola del Fiume Barron, all'interno del paesaggio ricco di foreste dell'Australia nordoccidentale.

I racconti legati ai culti aborigeni australiani, noti anche come storie del Tempo del Sogno, Versi dei canti (o anche Vie dei canti) o letteratura orale aborigena, sono storie tradizionalmente raccontate dai popoli aborigeni all'interno di ciascuno dei gruppi linguistici dell'Australia.
Tutti questi miti raccontano, in maniera diversa, verità significative all'interno del paesaggio culturale locale di ciascun gruppo aborigeno, coprendo effettivamente l'intera topografia del continente australiano con sfumature culturali e significati più profondi, e mettendo a disposizione di un pubblico selezionato la saggezza e la conoscenza accumulate dagli antenati degli aborigeni australiani da tempo immemorabile.
David Horton osserva:
I miti aborigeni sono stati definiti come "al tempo stesso frammenti di un catechismo, un manuale liturgico, una storia della civiltà, un testo di geografia, e in misura molto minore, un manuale di cosmografia".

## Mitologia aborigena: antichità
Un linguista australiano, R. M. W. Dixon, registrando dei miti aborigeni nella loro lingua originale, notò delle coincidenze tra alcuni dei dettagli paesaggistici che venivano narrati all'interno di vari miti, e alcune delle scoperte scientifiche che venivano fatte sugli stessi paesaggi.
Nel caso dei miti dell'Altopiano Atherton sulle origini del Lago Eacham, del Lago Barrine, e del Lago Euramo, le ricerche geologiche hanno permesso di datare le stesse esplosioni formative vulcaniche descritte dai narratori dei miti aborigeni, come occorsi più di 10.000 anni fa. Campioni di pollini fossili provenienti dai sedimenti depositatisi sul fondo di quei crateri fin dalla loro formazione hanno confermato la storia dei narratori di miti aborigeni, secondo cui a quel tempo le foreste di eucalipti dominavano al posto delle attuali foreste pluviali tropicali
(vedi Lago Euramo per un sunto del mito originale, tradotto).
Dixon ha osservato, partendo dai dati disponibili, come i miti aborigeni relativi all'origine dei Crater Lakes potessero essere datati accuratamente fino a 10.000 anni fa. Ulteriori studi su queste osservazioni da parte della Commissione per il retaggio australiano (Australian Heritage Commission) hanno permesso di includere il mito dei Crater Lakes nel registro del patrimonio nazionale, e incluso tra i candidati al Patrimonio dell'umanità dell'Australia delle foreste tropicali pluviali, come un'"impareggiabile testimonianza umana di eventi risalenti al Pleistocene".
Da allora Dixon ha raccolto un certo numero di esempi simili di miti aborigeni rappresentati o raccontati per tutta l'Australia descriventi accuratamente i paesaggi di un antico passato, annotando soprattutto quel gran numero di miti che parlano dei precedenti livelli del mare, compresi:
- il mito di Port Phillip raccontato a Mr Robert Russell nel 1850, che descrive la Baia di Port Phillip in passato come terraferma, e il corso dello Yarra River come un tempo diverso (che seguiva l'allora palude di Carrum Carrum) - una testimonianza orale che sarebbe stata accurata 10.000 anni fa.
- il mito della linea costiera della Grande Barriera Corallina raccolto da Dixon stesso a Yarrabah, appena a sud di Cairns, che narra di un'antica linea costiera (poi sommersa) che stava al margine della Grande Barriera Corallina, e che dà a luoghi ora completamente sommersi nomi che derivavano da foreste e alberi che una volta vi crescevano - una testimonianza orale che sarebbe stata accurata 10.000 anni fa.
- i miti del Lago Eyre raccolti da J.W. Gregory nel 1906 narranti dei deserti dell'Australia Centrale una volta fertili, delle pianure caratterizzate da notevoli precipitazioni e dei deserti intorno all'attuale Lago Eyre, che erano un giardino sterminato - una tradizione orale che corrisponde ai ritrovamenti geologici secondo cui il primo Olocene fu caratterizzato da una fase umida quando il Lago avrebbe avuto acque permanenti.

## Mitologia aborigena: Australia intera

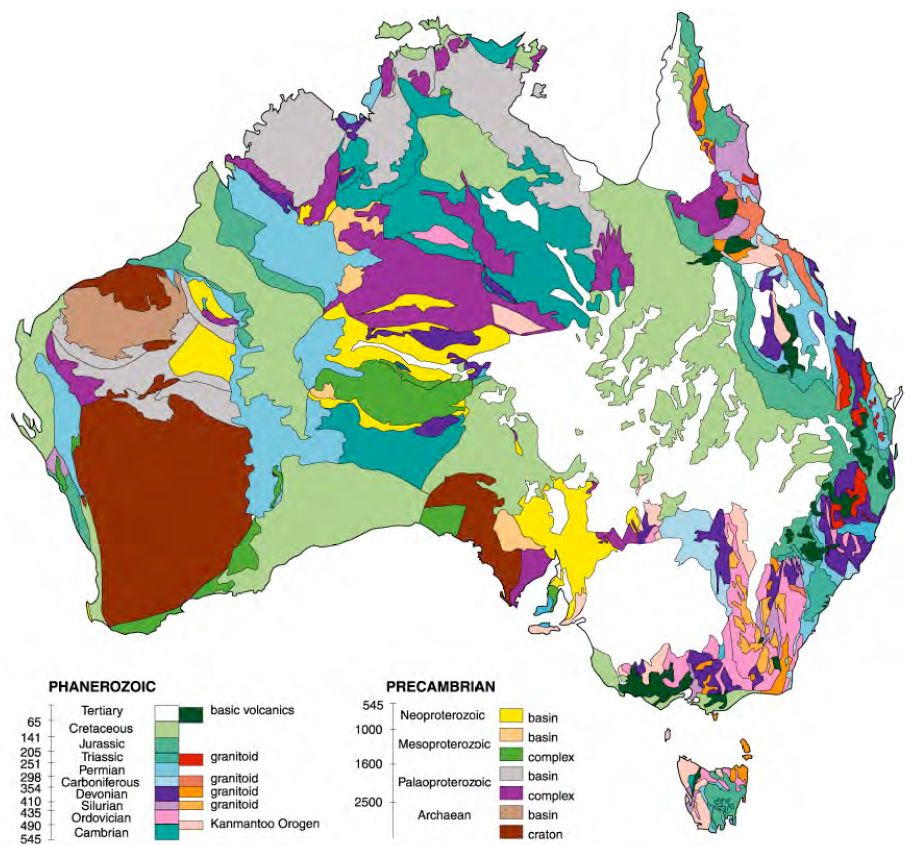
Carta geologica dell'Australia

### Diversità di un continente
In Australia esistono 400 distinti gruppi aborigeni, ciascuno distinto da nomi unici molto spesso identificanti particolari lingue, dialetti o caratteristici manierismi del linguaggio, ciascuno dei quali sarebbe stato utilizzato per narrare i miti originali, da cui le parole e i nomi distintivi dei miti individuali sono derivati.
Esistono così tanti e distinti gruppi, linguaggi, credi e pratiche aborigeni, che non sembra sensato tentare di caratterizzare, sotto una sola intestazione, l'intero spettro e l'intera diversità di tutti i miti variamente e continuamente narrati, sviluppati, elaborati, rappresentati e sperimentati, dai membri dei gruppi di un intero continente (vedi il collegamento esterno per una mappa spaziale indicativa dei gruppi aborigeni australiani, e vedi qui per una precedente mappa di Tindale dei gruppi aborigeni.)
L'Enciclopedia dell'Australia aborigena comunque osserva: "Un aspetto intrigante [della mitologia aborigena australiana] è la mescolanza di diversità e somiglianze nei miti di tutto il continente."

### Una generalizzazione pubblica
L'opuscolo del Consiglio per la riconciliazione aborigena, Comprendere il Paese, cerca in maniera formale di presentare agli Australiani non-indigeni le prospettive aborigene sull'ambiente, e fa la seguente generalizzazione sui miti e sulla mitologia aborigeni:

### Una generalizzazione antropologica
Gli antropologi australiani propensi a generalizzare suggeriscono che i miti aborigeni tuttora rappresentati in Australia dai popoli aborigeni svolgono un'importante funzione sociale tra il loro pubblico designato: giustificare l'ordinamento generalmente accettato delle loro vite quotidiane; aiutare a concepire le idee degli individui; assistere per influenzare il comportamento degli altri; spesso incorporando continuamente e "mitologizzando" gli attuali eventi storici nel perseguimento di questi scopi sociali in un mondo moderno altrimenti rapidamente mutevole:

### Una generalizzazione aborigena
Gli antropologi aborigeni propensi a generalizzare ritengono che tutti i miti aborigeni australiani, in combinazione, reppresentino una specie di biblioteca non-scritta (orale) entro la quale i popoli aborigeni imparano qualcosa sul mondo e percepiscono una "realtà" peculiarmente aborigena dettata da concetti e valori enormemente differenti da quelli delle società occidentali.

## Mitologia aborigena: miti pan-australiani

### Serpente Arcobaleno

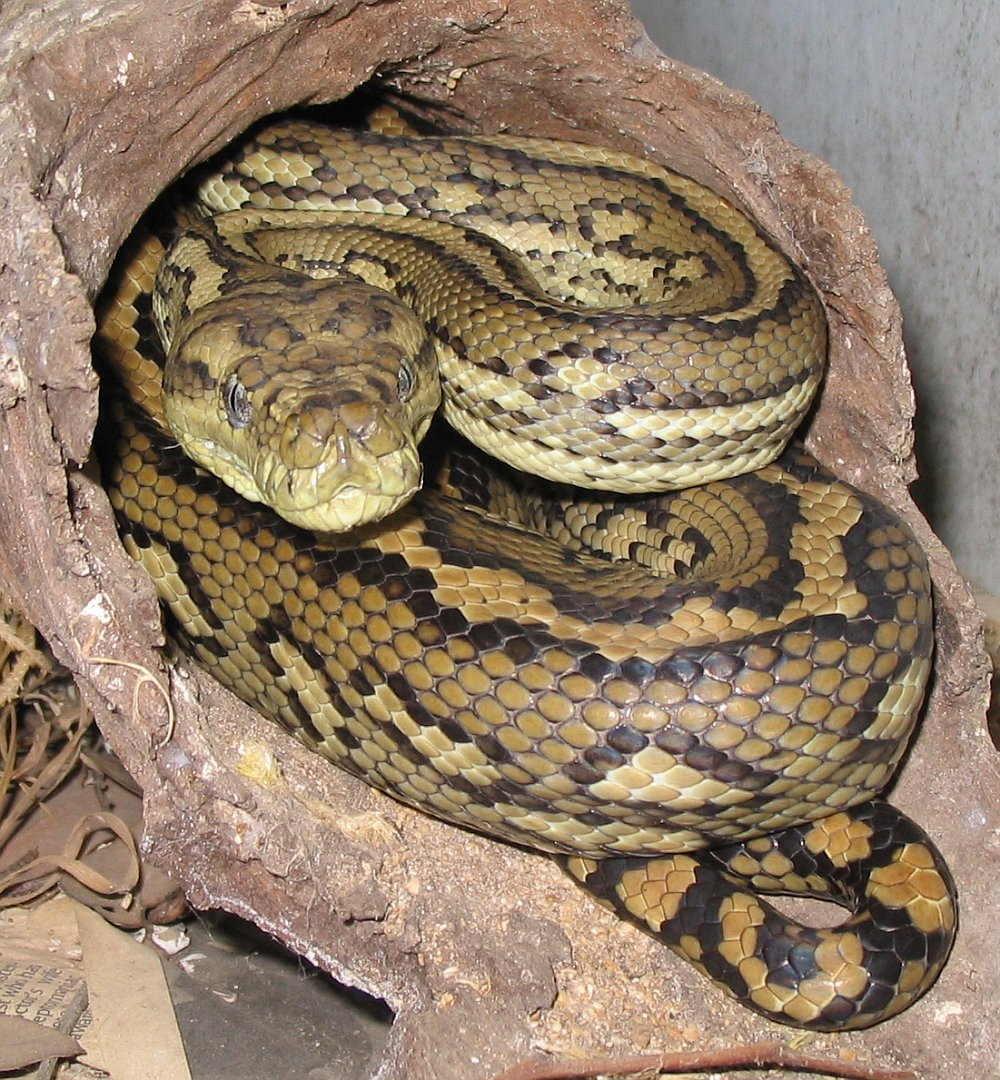
Pitone tappeto australiano, una delle forme che il personaggio del "Serpente Arcobaleno" può assumere nei miti del "Serpente Arcobaleno"

Nel 1926 un antropologo britannico specializzato in etnologia e etnografia aborigene australiane, il professor Alfred Radcliffe-Brown, notò come molti gruppi aborigeni distribuiti in tutto il territorio australiano apparivano condividere variazioni di un singolo (comune) mito, narrante di un serpente incredibilmente potente, spesso creativo, spesso pericoloso, talvolta di enormi dimensioni strettamente associato ad arcobaleni, pioggia, fiumi e pozze d'acqua profonde.
Radcliffe-Brown coniò il termine "Serpente Arcobaleno" per descrivere quello che identificò come un mito comune, ricorrente, e, lavorando in tutto il continente australiano notò come il personaggio chiave questo mito (il "Serpente Arcobaleno", appunto) avesse vari nomi:
Kanmare (Boulia, Queensland); Tulloun: (Mount Isa, Queensland); Andrenjinyi (Pennefather River, Queensland), Takkan (Maryborough, Queensland); Targan (Brisbane, Queensland); Kurreah (Broken Hill, Nuovo Galles del Sud);Wawi (Riverina, New South Wales), Neitee & Yeutta (Wilcannia, Nuovo Galles del Sud), Myndie (Melbourne, Victoria); Bunyip (Western Victoria); Wogal (Perth, Australia Occidentale); Wanamangura (Laverton, Australia Occidentale); Kajura (Carnarvon, Australia Occidentale); Numereji (Kakadu, Territorio Settentrionale).
Questo "Serpente Arcobaleno" viene generalmente e variamente identificato da quelli che narrano i miti del "Serpente Arcobaleno", come un serpente di dimensioni alquanto enormi, spesso abitante nelle pozze d'acqua più profonde di molti corsi d'acqua australiani; discendente da quell'enorme essere visibile nella striscia scura della Via Lattea; esso si rivela al popolo in questo mondo come un arcobaleno mentre si muove attraverso acque e pioggia, dando forma ai paesaggi, citando e cantando di luoghi, ingoiando e spesso annegando persone; potenziando i saggi con il potere di far piovere e guarire; castigando gli altri con ferite, debolezza, malattia e morte.
Perfino il bunyip australiano è stato identificato come un mito del "Serpente Arcobaleno" del tipo suddescritto. Il termine coniato da Radcliffe-Brown viene oggi comunemente usato ed è familiare a un ampio pubblico australiano e internazionale, poiché viene sempre più usato da agenzie governative, musei, gallerie d'arte, organizzazioni aborigene e media per fare riferimento specificatamente al mito aborigeno pan-australiano, e come un'allusione abbreviata alla mitologia aborigena australiana in generale.

### Capitano Cook

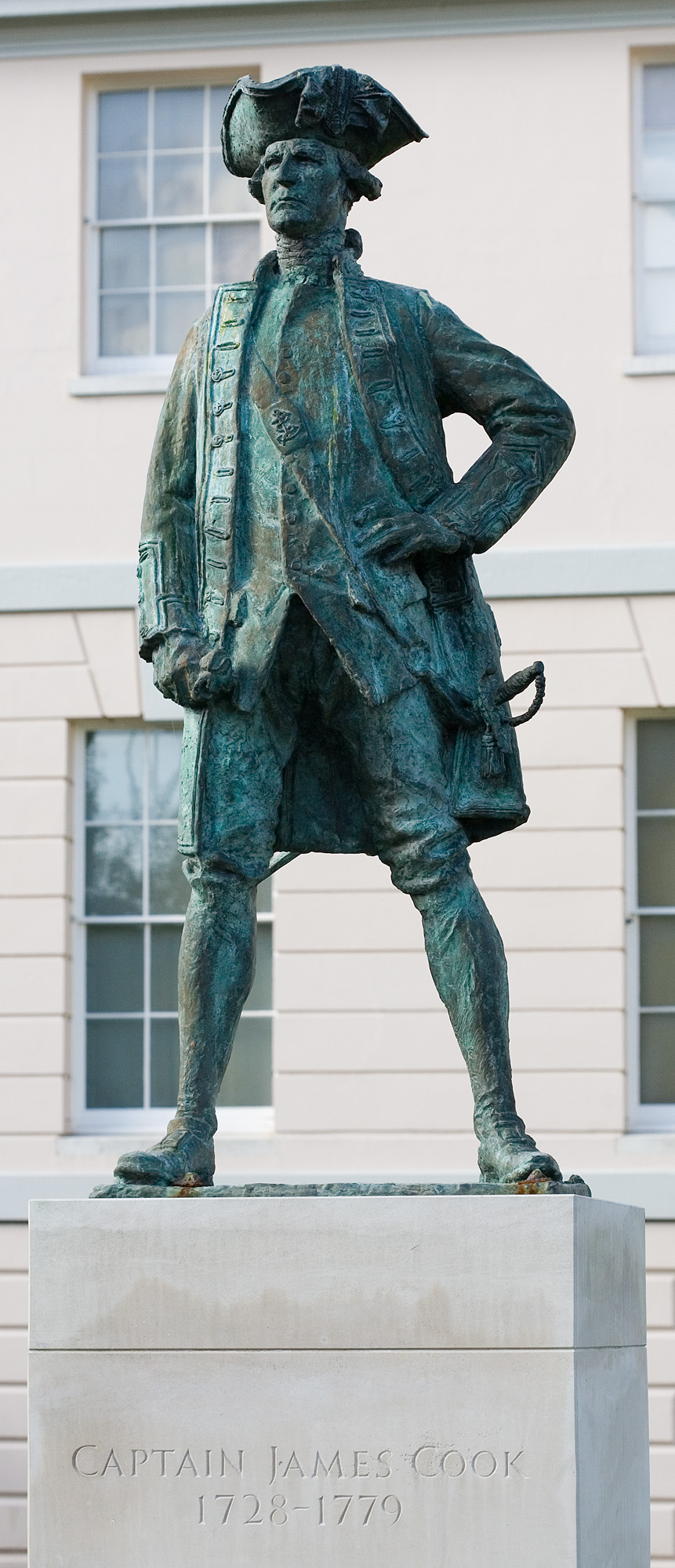
Statua di Cook (Greenwich, Londra)

Un certo numero di linguisti, antropologi e altri hanno documentato in maniera formale un altro mito aborigeno comune diffuso in tutta l'Australia all'interno del quale predecessori dei narratori del mito incontrano un personaggio mitico, esotico (per lo più inglese), che giunge dal mare, importando il colonialismo occidentale, o offrendo doni ai predecessori del narratore o portando loro molto dolore.
Questo mitico personaggio chiave è molto spesso chiamato "Capitano Cook", essendo questo un personaggio "mitico" condiviso con la più ampia comunità australiana che attribuisce peraltro a James Cook un ruolo chiave nella colonizzazione dell'Australia. Il "Capitano Cook" aborigeno viene indicato come colui il quale porta la legge britannica in Australia, ma il suo arrivo non è festeggiato e, per lo più, nei racconti aborigeni, viene descritto come un malvagio.
Le molte versioni aborigene di questo "Capitano Cook" sono raramente riferimenti orali ad incontri reali con il Tenente James Cook che per primo navigò e cartografò la costa orientale dell'Australia a bordo dell'HM Bark Endeavour, nel 1770. I predecessori Guugu Yimidhirr, lungo il fiume Endeavour, incontrarono il vero James Cook durante la sua permanenza di 7 settimane in quella che ora è la città di Cooktown mentre l'HM Bark Endeavour era in riparazione; e dal quel momento, i Guugu Yimidhirr ricevettero i nomi attuali dei luoghi della loro terra; e i Guugu Yimmidhir possono di fatto rammentare questo incontro.
Il mito pan-australiano del Capitano Cook, tuttavia, fa riferimento ad un personaggio Britannico generico, ampiamente simbolico, che arriva di là dal mare, talvolta dopo la formazione del mondo aborigeno e dopo la fondazione di un ordine sociale aborigeno: questo Capitano Cook è un apportatore di drammatiche trasformazioni dell'ordine sociale originario, apportando cambiamenti e un ordine sociale diverso, essendo l'ordine sociale in cui gli attuali spettatori sono nati (vedi sopra a proposito di questa funzione sociale svolta dai miti aborigeni).
Nel 1988, l'antropologo australiano Kenneth Maddock raccolse un certo numero di versioni di questo mito del Capitano registrate per tutta l'Australia. Inclusi in questa raccolta troviamo:
- Batemans Bay (Nuovo Galles del Sud): Percy Mumbulla raccontò del Capitano Cook che arrivava su una grande nave ancorata presso l'Isola di Snapper, dalla quale sbarcò per dare ai predecessori del narratore del mito vestiti (da indossare) e biscotti duri (da mangiare), dopodiché ritornò alla sua nave e salpò. Mumbulla raccontò come i suoi predecessori rifiutarono i doni del Capitano Cook, gettandoli in mare.[29]
- Cardwell (Queensland): Chloe Grant e Rosie Runaway raccontarono di come il Capitano Cook ed il suo gruppo sembravano sorgere dal mare con la pelle bianca di spiriti ancestrali, ritornando dai loro discendenti. Il Capitano Cook arrivò per primo offrendo una pipa e del tabacco per fumare (che fu respinta come una "cosa che bruciava... infilata nella sua bocca"), poi bollendo un pentolino di tè (che fu respinto come "acqua sporca"), quindi cuocendo farina sul carbone (che fu rifiutata come "urina" puzzolente e gettata via senza assaggiarla), infine bollendo del manzo (che aveva un buon odore, e un sapore gradevole, una volta che la pelle salata si era tolta strofinando). Il Capitano Cook e il suo gruppo alla fine partirono, salpando verso nord, lasciando i predecessori di Chloe Grant e Rosie Runaway a battere il terreno con i pugni, terribilmente addolorati di vedere gli spiriti dei loro antenati andarsene in quel modo.[25]
- Lato sud-orientale del Golfo di Carpentaria (Queensland): Rolly Gilbert raccontò di come il Capitano Cook e altri attraversarono gli oceani in una nave, e decisero di venire a vedere l'Australia, dove egli incontrò una coppia di predecessori di Rolly ai quali all'inizio intendeva sparare, ma invece li convinse con l'inganno a rivelare l'area principale di accampamento delle popolazioni locali, dopodiché essi:[30]

- Fiume Victoria (Territorio Settentrionale): si racconta in tutta una saga del Capitano Cook che questi salpò da Londra a Sydney per conquistare terre, e ammirando il paese sbarcò manzi e uomini con armi da fuoco, dopodiché i popoli aborigeni locali nell'area di Sydney furono massacrati. Il Capitano Cook poi andò fino a Darwin, dove mandò uomini armati a cavallo a dare la caccia agli Aborigeni nella zona del fiume Victoria, fondando la città di Darwin e dando alla polizia e ai capi dei grossi allevamenti di bestiame ordini su come trattare gli Aborigeni.[31]
- Kimberley (Australia Occidentale): si racconta da parte di numerosi narratori di miti aborigeni che il Capitano Cook è un eroe della cultura europea che sbarcò in Australia, e usando la polvere da sparo, creò un precedente per il trattamento dei popoli aborigeni in tutta l'Australia, compreso il Kimberley. Al ritorno in patria sostenne di non aver visto alcun popolo aborigeno, suggerendo che il paese era una terra vasta e vuota che i coloni potevano occupare e reclamare per sé. In questo mito, il Capitano Cook introdusse la "Legge di Cook", sulla quale fanno affidamento i coloni, notando, tuttavia, che questa è una legge recente, ingiusta e falsa paragonata alla legge aborigena.[32]

## Mitologia gruppo-specifica

### Popolazioni Murrinh-Patha
Le popolazioni Murrinh-Patha (abitanti la regione salata nell'immediato entroterra della cittadina di Wadeye) descrivono un Tempo del Sogno nei loro miti che gli antropologi ritengono costituisca un credo religioso equivalente a, ma totalmente differente da tutti gli altri credi religiosi mondiali. 

In particolare, gli studiosi suggeriscono che i Murrinh-patha posseggano una unicità di pensiero, credo ed espressione che non hanno equivalente nel Cristianesimo, poiché essi vedono tutti gli aspetti delle loro vite, pensieri e cultura come sotto la costante influenza del loro Sogno. All'interno di questa religione Aborigena, non viene fatta alcuna distinzione tra cose spirituali/ideali/mentali e cose materiali; né esiste alcuna distinzione tra cose sacre e cose profane: piuttosto tutta la vita è "sacra", ogni comportamento ha implicazioni "morali", e ogni significato della vita origina da questo eterno, onnipresente Sogno. 
"Infatti, la corrispondenza isomorfica tra naturale e soprannaturale significa che tutta la natuta è codifcata e caricata dal sacro, mentre il sacro permea tutto il paesaggio fisico. Miti e sentieri mitici si incrociano...per migliaia di miglia, ed ogni particolare forma e aspetto del terreno possiede dietro di sé una "storia" ben definita". 
Animare e sostenere questa mitologia Murrinh-patha costituisce una filosofia di vita caratterizzata da Stanner come un credo che la vita è "... qualcosa di gioioso con dei vermi al centro." La vita è buona e benevola, ma nel corso del viaggio della vita esistono numerose sofferenze dolorose che ogni individuo deve arrivare a comprendere e sopportare mentre cresce. È questo il sottostante messaggio che viene continuamente ripetuto nei miti Murrinh-patha. È questa filosofia che dà al popolo Murrinh-patha motivo e senso alla vita.
Il seguente mito Murrinh-patha, per esempio, viene eseguito nel corso delle cerimonie Murrinh-patha per iniziare i giovani alla vita adulta.
All'interno del mito e nella sua esecuzione, bambini disadorni devono prima essere inghiottiti da un essere ancestrale (che si trasforma in un serpente gigante), per poi essere rigurgitati prima di essere accettati come giovani adulti con tutti i diritti e i privilegi dei giovani adulti.[39]

### Popolo Pintupi
Gli studiosi del popolo Pintupi (abitante la regione del Deserto di Gibson) ritengono di possedere una forma di coscienza preminentemente "mitica",[40] all'interno della quale gli eventi hanno luogo e vengono spiegati da strutture sociali e ordini preordinati raccontati, cantati ed eseguiti all'interno della loro mitologia sovrumana, piuttosto che come riferimento ad azioni politiche, decisioni ed influenze degli individui locali. 
All'interno di questa visione del mondo Pintupi, dominano tre lunghi sentieri geografici di luoghi nominati, stringhe correlate di luoghi significativi creati da personaggi mitici nel lor cammino attraverso la regione desertica Pintupi durante il Sogno. Si tratta di una complessa mitologia di racconti, canti e cerimonie note tra i Pintupi come Tingarri. Essa viene totalmente narrata ed eseguita dalle popolazioni Pintupi nel corso delle maggiori riunioni all'interno del paese Pintupi.